# Tržnice

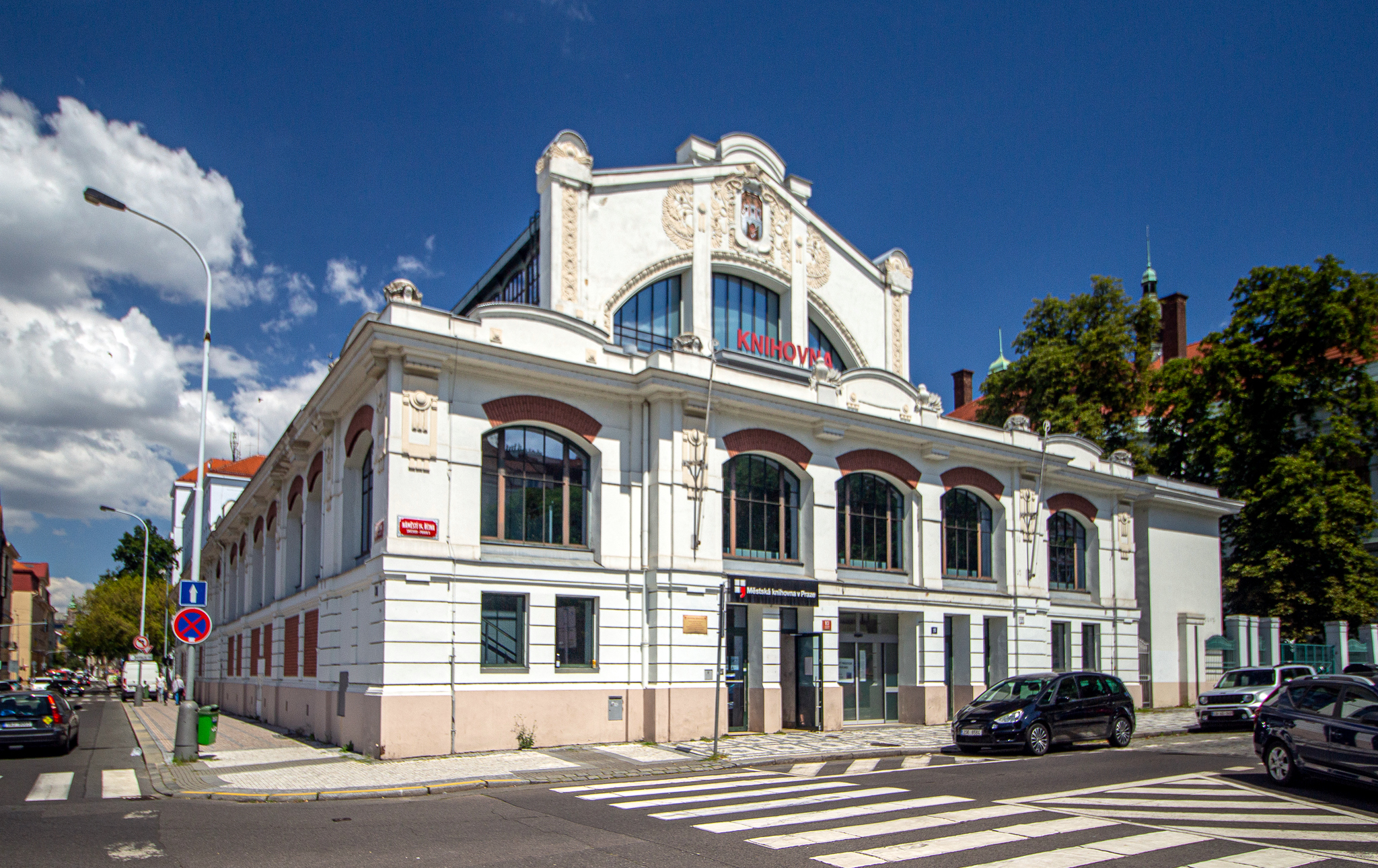
Smíchovská tržnice

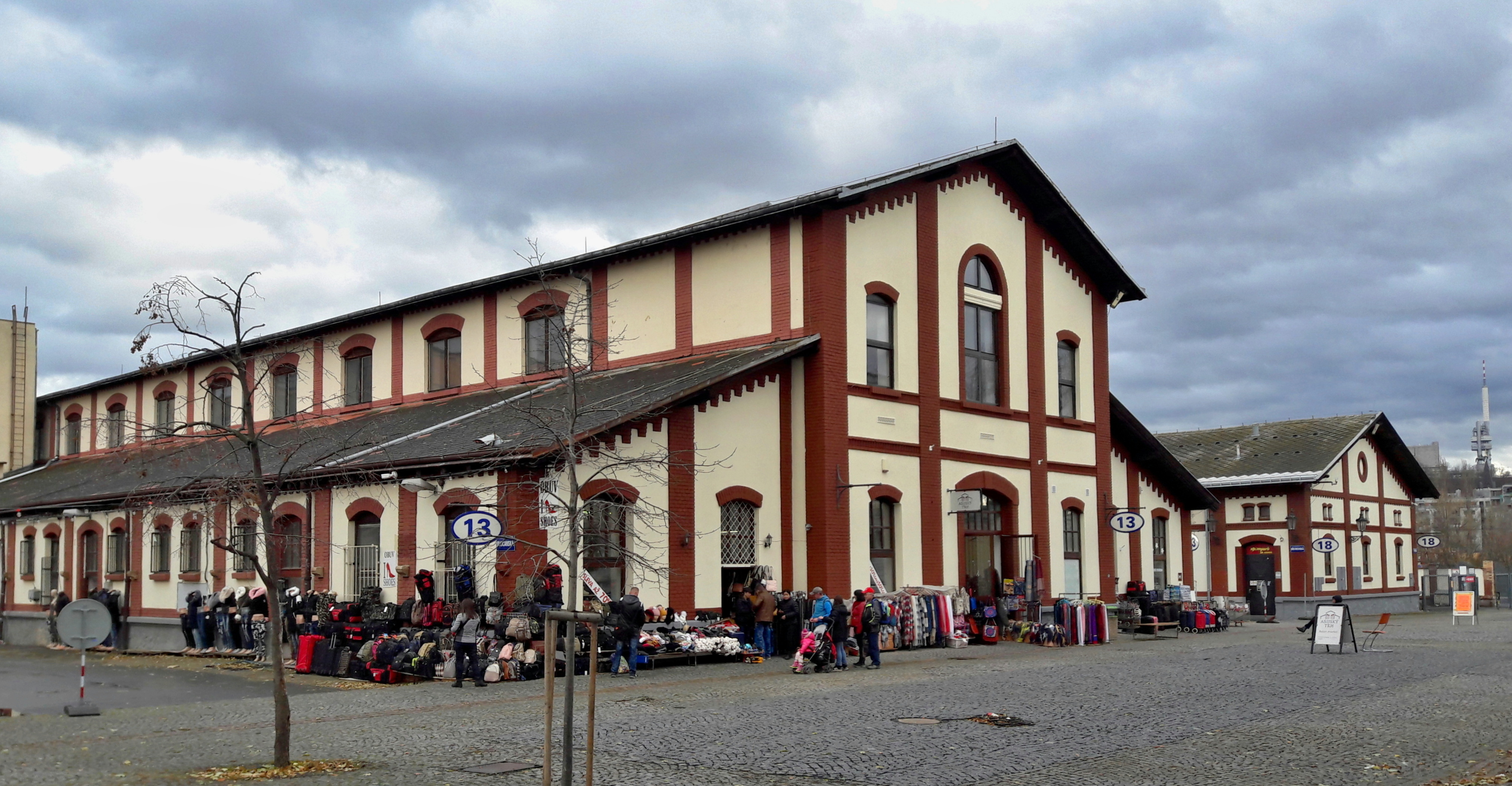
Holešovická tržnice

Tržnice je budova, obvykle samostatně stojící, která je projektována a vybavena tak, aby se v ním mohly konat trhy. 
V přeneseném významu ale takto může být označeno vhodné místo pod širým nebem, které je vymezeno pro nesystematickou maloobchodní činnost (stánkový prodej). Jde tedy o hovorové označení pro tržní místo, či tržiště.

## Praha
- Holešovická tržnice
- Smíchovská tržnice
- Staroměstská tržnice
- Vinohradská tržnice